# Antoine N’Gossan
Antoine N’Gossan  est un footballeur international ivoirien, né le 30 novembre 1990 à Abidjan. Il évolue au poste d'attaquant. Après avoir été formé à l'ASEC Mimosas, il est transféré en janvier 2010 au club belge de Zulte-Waregem. Il faisait partie de l'équipe nationale aux Jeux olympiques d'été de 2008.

## chalton
- ASEC Abidjan
- SV Zulte Waregem